# 张廷玉
张廷玉（1672年10月29日—1755年5月19日），字衡臣，號研斋，安徽桐城人，出身桐城張氏家族，清朝政治人物，康雍乾三朝重臣，《明史》总纂官，死后配享太庙。张廷玉在康熙三十九年（1700年）中进士。康熙朝，任刑部左侍郎。雍正朝，任礼部尚书、户部尚书、吏部尚书、保和殿大学士、军机大臣等，完善军机处制度。乾隆年间，加封太保，後因得罪乾隆帝，險些遭禍，後仍依雍正帝遗命配享太庙，是清朝唯一配享太庙的漢族大臣。諡文和。

## 生平

### 康熙朝
康熙十一年九月初九日（1672年10月29日），張廷玉出生於京師。是康熙朝大学士张英之子。康熙三十九年（1700年），考中进士，授翰林院检讨，入值南书房，因父母丧事回家。丁憂完毕，改任司经局洗马。历任庶子、侍讲学士、内阁学士。康熙五十九年（1720年），授刑部左侍郎。山东盐贩王美公等纠集众人传教，巡抚李树德命令逮捕惩治，抓住一百五十余人。清聖祖命张廷玉与都统讬赖、学士登德一同审理，以杀七人、流放三十五人戍边定案。次年授吏部左侍郎。

### 雍正朝
清世宗即位后，张廷玉受命协同掌院学士阿克敦、励廷仪办理翰林院文章之事，不久即提升礼部尚书。雍正元年（1723年），张廷玉复值南书房，与朱轼等人同为诸皇子师傅。四月，任顺天乡试主考官。世宗嘉其公慎，加太子太保。八月，署理都察院事，兼翰林院掌院学士。九月，调任户部尚书，上书说：“浙江的衢州，江西的广信、赣州，临近闽、粤等地，那些流离失业没有户籍的人，进入这四地交界的山里种植大麻，搭建草棚居住，称作‘棚民’。时间一久，繁衍的人口会一天天地多起来，那些体格强健剽悍的人就会四处抢劫。请下诏命令督抚谨慎选择廉洁能干的州县长官，对棚民严加约束。那些愿意读书学习的，或力气大武艺高强的，考察清楚，检验录用，希望能聚集物力，教育训练，不要歧视他们。”朝廷下诏让督抚议定施行。
此后，世宗命张廷玉署大学士事。雍正四年（1726年），授文渊阁大学士，仍兼任户部尚书、翰林院掌院学士。雍正五年（1727年），进文华殿大学士。雍正六年（1728年），进保和殿大学士，兼吏部尚书。雍正七年（1729年），加少保。雍正八年（1730年），世宗因为对西北用兵，诏令在隆宗门内设立军机房，令怡亲王允祥、张廷玉和大学士蒋廷锡兼管军机房事务。随后军机房改称为办理军机处。由张廷玉拟定各项规章制度：诸大臣陈奏，平常事务使用奏疏，经由通政司递上，交给内阁拟旨处理；重要事情使用奏折，经由奏事处递上，交给军机处拟旨，皇帝亲自阅览，朱笔批示处理。从此以后内阁权力向军机处转移，大学士一定充任军机大臣，才可以参与处理国家政务，每天一定被召入内廷以备应对，秉承圣旨，评议奏章政务，参与国家机密的商讨。
张廷玉做事周密敏捷勤奋谨慎，尤为世宗倚仗。世宗曾经生病，奖励张廷玉等辅佐的功劳，各授予一等阿达哈哈番（轻车都尉）爵位，世袭。张廷玉请求让儿子编修张若霭承袭。雍正十一年（1733年），张廷玉上书说：“按照各行省的惯例，凡是那些犯罪的人，犯了重罪的要收押，犯了轻罪的只要取保候审即可。唯有刑部不论所犯罪行大小、主犯从犯，一律收押，且要牵连到无辜的人。请求按照各行省的惯例，根据情况分别罪行轻重取保候审。刑部引用律例，往往有删截取舍，仅仅采用其中的数语，就用它来审案量刑定罪；甚至有的只求其相似，比照已有的定议：玩弄手法，串通作弊，一般因此而出现。请求命令都察院、大理寺改正驳回；连同草率审理者，同时给予处分。”世宗命六部九卿议定施行。
张廷玉父亲张英入祀京师贤良祠，世宗又派人到本籍祭奠，命张廷玉回籍行礼，并令儿子张若霭随从；弟弟张廷璐当时督江苏学政，也命令来会面。世宗发帑金万两为张英建祠，并赐予冠带、衣裘及貂皮、人参、内府书籍五十二种。雍正十一年（1733年）十二月，张廷玉上奏：“我经过直隶时，遭遇洪灾的诸县已予以赈济，尚有积水不能种植小麦，请敕令再增加一个月的赈济。”并讨论以工代赈。世宗批准。雍正十二年（1734年）二月，张廷玉返回京师，世宗派内大臣、侍郎海望到卢沟桥迎接，赐予酒膳。雍正十三年（1735年），世宗病危，张廷玉与大学士鄂尔泰等一同接受顾命。遗诏说张廷玉器量纯全，抒诚供职，命令以后配享太庙。

### 乾隆朝
清高宗即位后，命张廷玉总理事务，又賜予世襲一等阿达哈哈番，折合三等子爵，仍让张若霭袭爵。
乾隆元年（1736年），《明史》完成，高宗命张廷玉仍兼管翰林院事。乾隆二年（1737年）十一月，张廷玉辞去总理事务，乾隆帝加拜他喇布勒哈番爵，特命与鄂尔泰一同进封三等伯爵，赐号「勤宣」，仍让张若霭袭爵。乾隆四年（1739年），加太保衔。
乾隆三年（1738年），高宗打算亲临国子监举行奠祭，仿古制行三老五更之礼，为此向鄂尔泰及张廷玉咨询。张廷玉说没有人能够弄明白这些古礼，撰写奏议认为此不可施行。乾隆四十三年（1778年），高宗撰写《三老五更说》，驳斥古说舛谬杂乱，命令将此说刻碑立于国子监。乾隆五十年（1785年），再次看到张廷玉以前的奏议，认为他所发表的评论与自己相同，便命令将其刻碑立于国子监，同时在碑文后题记，说：“张廷玉有如此的远见卓识，朕竟然未能及时看到。朕一定遵奉父皇遗旨，让他配享太庙。古人说年老时要警戒貪求無厭，朕要把张廷玉的樣板作为警戒，并为张廷玉晚節未全惋惜。”
乾隆四年（1739年），加太保。高宗旋即下谕：“本朝文臣没有封爵到侯、伯的人，张廷玉是例外，命令他自己担任，不必令张若霭袭爵。”又下谕：“张廷玉已经年过七十，不必凌晨入朝，酷暑和风雪时不必强行入朝。”乾隆十一年（1746年），张若霭逝世。高宗因为张廷玉入内廷必须扶掖，命张廷玉次子庶吉士张若澄入直南书房。
乾隆十三年（1748年）正月，张廷玉老病乞休，高宗执意坚留。乾隆十四年（1749年），张廷玉再次请求退休，折子內说“以世宗遗诏许配享太庙，乞上一言为券”之語，高宗感到不快，但仍颁布手诏赐之。次日有風雪，廷玉不亲至宫门謝恩，僅交待次子张若澄代他前去谢恩，皇帝大怒，降旨切责。协办大学士汪由敦为之乞恩，汪由敦提前给张廷玉通風報信，次日张廷玉立即入朝谢恩，忘了當時尚未下旨。高宗怒责汪由敦洩密，下令革去张廷玉爵位，并立罢到任不足一月的汪由敦协办大学士之官职。张廷玉疏请罢配享治罪，自言“年衰識瞀，衍咎自滋，伏乞罷臣配享，並治臣罪。”
乾隆十五年（1750年）二月，皇长子永璜逝世，祭祀刚开始，张廷玉即请求南归。高宗更加愤怒，命令书写配享太庙诸臣之名给张廷玉看，命他思考是否应该配享。张廷玉惶恐，上书请求罢免配享并治罪。高宗听从大学士和九卿之议，罢免其配享，不予治罪。七月，張若澄妻父朱荃在四川学政任内，因隐瞒母丧消息，“匿丧赶考”，此案牽連張廷玉。高宗决定收回三代皇帝对张廷玉的一切赏赐，以示惩罚。
乾隆二十年四月初八日（1755年5月19日）張廷玉在家中去世，享壽八十二歲。乾隆帝仍遵照其父世宗皇帝的遗诏，讓他配享太庙、賜祭葬、谥文和，靈柩安葬於龍眠山文和園。

## 評價
张廷玉在任期间的主要工作在于担任皇帝的秘书，对清廷政治制度的贡献是完善了奏折制度与军机处的运作规则。与其他直接处理政务的大臣不同，历史上并没有留下太多关于张廷玉的具体事绩。张廷玉的辦事能力強，應是事實，清史说：“凡有诏旨，则命廷玉入内，口授大意，或于御前伏地以书，或隔帘授几，稿就即呈御览，每日不下十数次”。西北用兵时，“遵奉密谕，筹画经理，羽书四出，刻不容缓”，傍晚回家，仍然“燃双烛以完本日未竟之事，并办次日应办之事，盛暑之夜亦必至二鼓始就寝，或从枕上思及某事某稿未妥，即披衣起，亲自改正，于黎明时付书记缮录以进”。雍正帝曾称赞：“尔一日所办，在他人十日所不能也。”汪由敦稱“雍正以来数十年间，吏治肃清，人民安乐……张氏从容坐而论道，享极盛之世……那么张氏的慎密周详，略可想见也。”雍正十一年（1733年），张廷玉回鄉祭祖，雍正赠玉如意，祝他“往来事事如意。”又赠《古今图书集成》2部，當時只印64部。又着“所过地方派拨兵弁护送，并文武官员迎接”。
张廷玉为人谨小慎微，谨守黄庭堅的名言“万言万当，不如一默”。雍正亦赞扬他“器量纯全，抒诚供职”，称其为“大臣中第一宣力者”。雍正末年，张廷玉回家省亲，皇帝写信给他说：“朕即位十一年来，朝廷之上近亲大臣中，只和你一天也没有分离过。我和你义固君臣，情同密友。如今相隔月餘，未免每每思念。”雍正帝临终，命其与鄂尔泰并为顾命大臣。乾隆朝，以两朝元老为朝廷所重，乾隆說他：“不茹还不吐，既哲亦既明”。死后配享太廟，终清一代，汉大臣惟张廷玉一人。

## 著作
| 中國二十四史 | 中國二十四史   | 中國二十四史 | 中國二十四史 | 中國二十四史 |
| 次序         | 書名           | 作者         | 作者         |              |
| 次序         | 書名           | 姓名         | 時代         |              |
| ------------ | -------------- | ------------ | ------------ | ------------ |
| 1            | 史记           | 司馬遷       | 西漢         |              |
| 2            | 汉书           | 班固         | 東漢         |              |
| 3            | 后汉书         | 范曄         | 劉宋         |              |
| 4            | 三國志         | 陈寿         | 西晋         |              |
| 5            | 晋书           | 房玄龄等     | 唐           |              |
| 6            | 宋书           | 沈约         | 蕭梁         |              |
| 7            | 南齐书         | 萧子显       | 蕭梁         |              |
| 8            | 梁书           | 姚思廉       | 唐           |              |
| 9            | 陈书           | 姚思廉       | 唐           |              |
| 10           | 魏书           | 魏收         | 北齐         |              |
| 11           | 北齐书         | 李百药       | 唐           |              |
| 12           | 周书           | 令狐德棻等   | 唐           |              |
| 13           | 南史           | 李延寿       | 唐           |              |
| 14           | 北史           | 李延寿       | 唐           |              |
| 15           | 隋书           | 魏徵等       | 唐           |              |
| 16           | 旧唐书         | 刘昫等       | 后晋         |              |
| 17           | 新唐书         | 欧阳修等     | 北宋         |              |
| 18           | 旧五代史       | 薛居正等     | 北宋         |              |
| 19           | 新五代史       | 欧阳修       | 北宋         |              |
| 20           | 宋史           | 脱脱等       | 元           |              |
| 21           | 辽史           | 脱脱等       | 元           |              |
| 22           | 金史           | 脱脱等       | 元           |              |
| 23           | 元史           | 宋濂等       | 明           |              |
| 24           | 明史           | 张廷玉等     | 清           |              |
| 相關         | 東觀漢記       | 劉珍等       | 東漢         |              |
| 相關         | 新元史         | 柯劭忞       | 民國         |              |
| 相關         | 清史稿         | 趙爾巽等     | 民國         |              |
| 相關         | 點校本二十四史 | 顧頡剛等     | 共和國       |              |

主修《明史》、《大清世宗宪皇帝實錄》、《大清會典》等。
曾充任翰林院掌院學士及《明史》、国史馆、《清会典》等总裁官。

## 家庭
- 长子雍正十一年（1733年）癸丑科殿试二甲进士第一名张若霭，画家。

## 影视形象
电视剧
- 《雍正王朝》：杜雨露 饰 张廷玉
- 《宫锁珠帘》：沈保平 饰 张廷玉
- 《才子佳人乾隆皇》：张振寰 饰 张廷玉
- 《滿清十三皇朝》：关伟伦 饰 张廷玉
- 《九王奪位》：司马华龙 饰 张廷玉
- 《食為奴》：洋 饰 张廷玉
- 《後宮甄嬛傳》：王彪 饰 张廷玉
- 《延禧攻略》： 李躍民 飾 張廷玉
- 《如懿傳》：秦焰 饰 张廷玉